# Athetis metis
Athetis metis là một loài bướm đêm trong họ Noctuidae.